# Alexander MacMillan (editor)
Alexander MacMillan (în scoțiană: Alasdair MacMhaolain; n. 3 octombrie 1818, Irvine⁠(d), Scoția, Regatul Unit al Marii Britanii și Irlandei – d. 26 ianuarie 1896, Greater London, Anglia, Regatul Unit al Marii Britanii și Irlandei) a fost cofondatorul, în 1843, împreună cu fratele lui, Daniel, al editurii Macmillan Publishers.

## Biografie
Provenea dintr-o familie de agricultori de pe insula Arran și s-a născut în Irvine, Ayrshire, Scoția. Alexander a fost partenerul care a dezvoltat reputația literară a companiei, în timp ce Daniel s-a ocupat cu partea comercială și financiară a afacerii. Inițial numită Macmillan & Co., firma și-a început activitatea ca o librărie de succes din Cambridge. Frații au trecut curând la publicarea de cărți, precum și la vânzarea lor. După moartea lui Daniel în 1857, Alexander a continuat să conducă firma. El a extins compania, pe care a transformat-o într-o organizație cu ramificații la nivel mondial, și a început, de asemenea, să publice reviste, inclusiv prestigiosul jurnal științific Nature. Macmillan l-a delegat pe George Edward Brett să înființeze biroul companiei din New York în august 1869 și a angajat firma americană essrs. Pott & Amery spentru a acorda asistență în comercializarea și distribuția cărților publicate de Macmillan 
Fratele lui Alexander, Daniel, a fost bunicul lui Harold Macmillan, care a devenit prim-ministru al Regatului Unit al Marii Britanii.

## Vezi și
- Macmillan Publishers